# Holboca (gmina)
Holboca – gmina w Rumunii, w okręgu Jassy. Obejmuje miejscowości Cristești, Dancu, Holboca, Orzeni, Rusenii Noi, Rusenii Vechi i Valea Lungă. W 2011 roku liczyła 11 971 mieszkańców.